# Arrivi e partenze (album)
Arrivi e partenze è il terzo album in studio del cantautore italiano Neffa, pubblicato l'11 maggio 2001 dalla Mercury Records.

## Descrizione
Si tratta del disco con il quale Neffa abbandona le sonorità hip hop tipiche delle sue pubblicazioni precedenti in favore di altre più variegate, passando tra jazz, soul e blues, con alcuni brani influenzati anche dal reggae e dal funk.

## Tracce
Testi e musiche di Neffa, eccetto dove indicato.
1. Arrivi e partenze – 2:37
2. La mia signorina – 3:22
3. Mistiche vibre – 4:29
4. Funky Mirandola – 4:42
5. Scordati di me – 6:08
6. Sano e salvo – 3:46
7. Laura – 4:02 (Neffa, Fabio Valdemarin)
8. Ti perderò – 3:43
9. Alla fermata – 4:30
10. Alpha 2000 – 4:48 (Neffa, Al Castellana)
11. Tutto il tempo – 5:33
12. Tentazioni – 1:26
13. Andare avanti – 4:15 (Neffa, Al Castellana)

## Formazione
- Neffa – voce
- Al Castellana – voce, cori
- Giancarlo Bianchetti – chitarra
- Paolo Emilio Albano – chitarra
- Giovanni Toffoloni – basso
- Fabio Valdemarin – tastiera, pianoforte
- Paolo Muscovi – batteria
- Roberto Rossi – percussioni, conga
- Alessandro Meroli – flauto
- Francesca Touré – cori (traccia 11)

## Classifiche
| Classifica (2001) | Posizione massima |
| ----------------- | ----------------- |
| Italia            | 29                |